# West Coast Swing
 (janvier 2021).
Si vous disposez d'ouvrages ou d'articles de référence ou si vous connaissez des sites web de qualité traitant du thème abordé ici, merci de compléter l'article en donnant les références utiles à sa vérifiabilité et en les liant à la section « Notes et références ».
Le West Coast Swing (WCS) (ou Modern Swing) est une danse à deux de style swing. Elle est issue du Lindy Hop (1930) dont les mouvements ont été adoucis tout au long du XXe siècle. Elle est caractérisée par des mouvements très fluides et élastiques des partenaires, à la manière de ce que l'on peut voir en patinage artistique (danse sur glace). Moderne dans son approche, le West Coast Swing est dansé à la fois en social et en compétition (en improvisation ou sur une chorégraphie), de par son essence swing, il laisse une grande place à l'humour et au fun. Fait assez original en danse, à haut niveau les compétitions déclenchent quasi systématiquement la liesse et les fous-rires dans le public et chez les autres compétiteurs. Enfin, via les influences des autres rythmes & danses (Latines, Hip-Hop) la versatilité de cette danse est unique et lui apportent une richesse particulière.
Le West Coast swing se danse essentiellement sur des musiques de 70 à 130 BPM. Initialement dansé sur du blues, cette danse a toujours su évoluer avec les rythmes des époques traversées : Jazz, rock'n'roll, Country, Rock, Disco, Funk. RnB, Pop, Dance, Kizomba et du Zouk. Historiquement et longtemps cantonné à la Californie (côte ouest) puis aux États-Unis d'Amérique, le WCS s'est rapidement développé à l'échelle mondiale à partir des années 2005 avec l'intégration des rythmes musicaux actuels.

## Origine
Sources
- 1920

New York, 26 mars 1926, le « Savoy » ouvre ses portes. C’est un dancing "intégré" (accueillant les noirs & les blancs) où se réunissent les meilleurs danseurs, qui viennent danser sur la musique des big bands. Le succès est immédiat, les gens viennent en masse danser sur du swing (courant du jazz ternaire et très dansant) en dansant sur une base de 8 temps pour « coller » à la musique.
Légende communément acceptée : 21 mai 1927, Charles Lindbergh vient de traverser l'Atlantique, c'est le grand saut, "le Big Hop". C'est un événement mondial qui se fête partout dans le monde, notamment au Savoy. C'est à ce moment qu'un journaliste vient interviewer le vainqueur d'une compétition de l'époque (Georges "Shorty" Snowden), pour savoir ce qu'il dansait. Cependant, cette danse acrobatique et chorégraphiée n'avait pas de nom particulier, et sans doute à court d'inspiration et/ou en hommage à "Lindy" (Charles Lindbergh), ce dernier répondit qu'il dansait le "Lindy Hop".
- 1930

Dans les années 1930, un danseur Californien du nom de Dean Collins décide d'aller "au temple du swing" pour apprendre à danser le "swing". Chaque danseur a à cette époque un style très marqué et celui de Dean va progressivement évoluer vers une danse sans bounce (droite & fluide). Il rejoint Los Angeles en 1937, sur la côte ouest des États-Unis. Malgré son style très original, l’association de Dean avec une partenaire exceptionnelle (Jewel McGowen) va lui permettre de gagner des concours. Beaucoup de danseurs vont alors s’intéresser à sa technique de danse. À ce moment, cette danse n’a pas encore de nom, on parle juste de « swing ».
- 1940

Dans les années 1940 et les années 1950, Dean se consacre à la réalisation de films pour Hollywood (avec les danseurs locaux qui étaient ses élèves). Hollywood donnera comme nom « Jitterbug » à cette danse qui reste pour Dean « juste du swing ». La diffusion de ce style de danse est alors mondial, grâce aux films et aux soldats américains de la Seconde Guerre mondiale.
Dans les années 1940, Dean Collins se voit embauché par Arthur Murray, directeur du plus grand studio de danse américain (3560 franchises à l’époque). Arthur veut répandre le style de Dean parmi les centaines de styles de « jitterbug » différents dansés partout en Amérique. L’avantage du style de Dean est une danse plus coulée et douce (d’où l’appellation « sophisticated swing » par Arthur, là où d’autres envoient des kicks ou des acrobaties plus ou moins spectaculaires, qui ne sont pas forcément du meilleur effet dans les dancings où la place se fait parfois rare.
En plus de cette cacophonie de styles, la communauté américaine des danses de salon va adapter le Jitterbug en une version « simplifiée » : le East Coast Swing, une danse en 6 temps où le cavalier a un rôle très central.
De son côté, en marge de la communauté américaine de danse de salon, Arthur Murray souhaite ensuite faire le ménage dans les différents styles de Jitterbug. Le « sophisticated swing » de Dean, toujours très populaire sur la côte ouest sera officiellement nommé « Western Swing » en 1951.
- 1950

Dans les années 1950, les bons danseurs dansaient le Western Swing en le faisant passer comme du « East Coast Swing ». En fait, les débutants apprenaient le East Coast Swing, et une fois un certain niveau atteint, ils voyaient le style du Western Swing. Le Western Swing s’est donc vu enrichi des passes en 6 temps adaptées du East Coast Swing.
C’est alors qu’arrive la musique « rock 'n' roll ». Arthur Murray tente un coup médiatique en appelant le « Western Swing » « Rock 'n' Roll Dancing ». Devant le peu de succès du Rock 'n' Roll dancing, Arthur revient donc à l’enseignement du Western Swing, qui reste cependant la même chose.
En 1958 une ancienne danseuse, qui avait délaissé le swing (après avoir fait partie des enseignantes des Studios Murray), décide d’ouvrir son école : c’est Skippy Blair, 30 ans. À cette époque, les danses de couple sont peu à peu délaissées, à cause de la télévision qui était à l’époque une « attraction » qui réunissait les personnes, et à cause de l’arrivée des danses solo (notamment le twist), beaucoup moins codifiées et plus simples à apprendre. Cependant, Skippy (nommée tendrement la « 1ère Dame du West Coast Swing ») aura un certain succès et fondera en 1968 le GSDTA (Golden State Dance Teacher Association). Elle va participer à la codification du Western Swing, et aussi à son changement de nom, car à l’époque Western Swing était souvent confondu avec « Country Western » ou le « Country Western Swing », qui n’ont rien à voir. En 1961 elle utilise le terme « West Coast Swing » sur ses publicités. Officiellement, c’est la première apparition du terme « West Coast Swing ».
- 2000

Jusqu'au début des années 1990, le West Coast Swing se dansait sur de la musique swing, souvent des blues plus ou moins rapides interprétés entre la danse de salon, le lindy-hop et le boogie-woogie. Mais en 1996, un nouveau courant se fait sentir, en commençant à intégrer des rythmes funky dans la danse. Cette évolution va devenir une révolution en 1999 avec les prestations de Jordan Freesbee & Tatiana Mollmann. Dans le courant des années 2000, le WCS va intégrer des rythmes pop voire dance à la fois en compétition et en danse sociale. Les musiques R'n'B modernes (Hip-Hop) vont également se faire de plus en plus présentes. Depuis les années 2010, le WCS voit arriver les rythmes latino de la Kizomba et du Zouk, dont il va notamment intégrer quelques variations et styles.

## Les West Coast Swing actuellement
Il existe actuellement 2 interprétations du West Coast Swing :
- Binaire : style funky. Pour danser sur des musiques binaires (rock, funk, R’n’B…). Cette forme est dans les faits une légère adaptation du style classique. Visuellement, ce style est plus énergique et plus explosif.
- Ternaire : style classique. Pour danser sur des musiques « swing » (notamment le blues). Cette forme restera toujours la base du West Coast Swing (d'un point de vue technique), très adaptée aux mouvements coulés et sensuels.

La différence entre ces deux styles est le moment où l'on pose le pied sur les contre-temps.
- En binaire, lors du « et », le pied est posé exactement au milieu entre les deux temps : 3.et.4, 5.et.6.
- En ternaire, lors du « et », le pied se pose après le milieu entre deux temps : « 3..et4, 5..et6 », c'est le "Rolling Count" (la musique étant ternaire, cet ajustement est naturel).

Plus généralement, cette danse se fait surtout sur des tempo lents qui vont de 20 à 34 MPM et sur des musiques très variées : de Fever (Peggy Lee) à Poker Face (Lady Gaga) en passant par I feel good ! (James Brown) ou bien "Beat it" (Michael Jackson), toutes les époques sont représentées des courants Blues, Funk, RnB, Pop.

## Caractéristiques

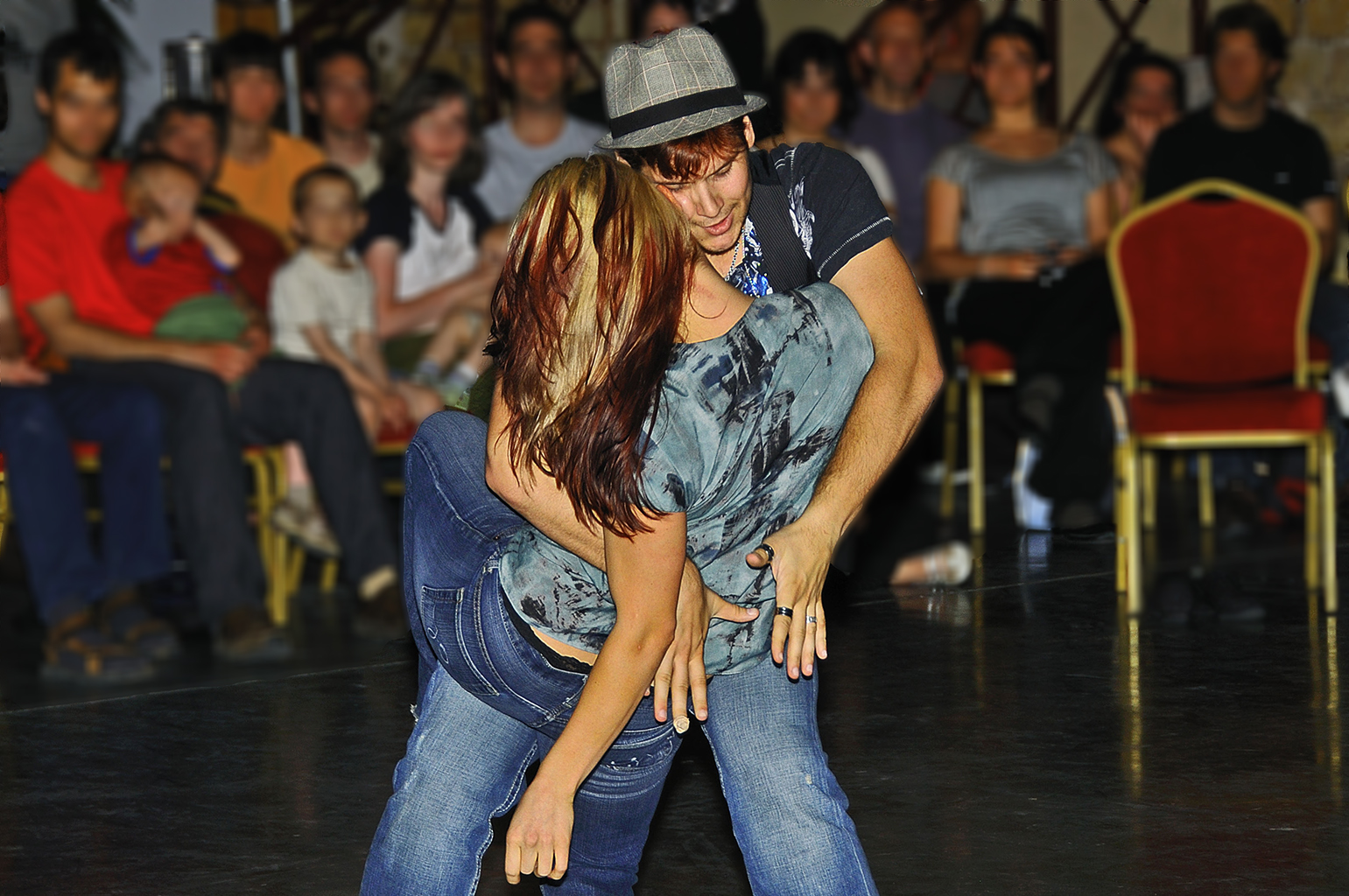
La sensualité du WCS se manifestant lors d'un Jack'n Jill

Il existe une énorme possibilité d'interprétations, avec notamment un rôle très actif pour la partenaire. Le cavalier déclenche les passes plus ou moins sophistiquées sur la musique en restant à l'écoute permanente de sa partenaire. Cette dernière peut alors décider soit de suivre basiquement le cavalier, soit de composer avec le guidage pour rendre la passe plus esthétique ou pour mettre en relief un passage de la musique.
Le tempo relativement lent des musiques est propice à la sensualité. Cette sensualité se sent dès le début de l'apprentissage et est source de jeux, d'amusements et d'humour. Ces éléments sont également une source supplémentaire d'inspiration pour interpréter la musique.
Le West Coast se danse "à plat" contrairement à d'autres danses swing qui ont un "bounce", autrement dit un rebond (lindy/boogie).

## Les bases du West Coast Swing
En West Coast Swing, contrairement aux danses standard (comme par exemple la valse), il n'y a pas de figure codifiée par aucune fédération. Donc il ne peut rien y avoir de "juste", ni de "faux". Toute façon de faire une figure est donc correcte, et de fait, il existe bel et bien de nos jours plusieurs façons de faire du West Coast Swing, façons qui sont parfois concurrentes et contradictoires entre elles. Seul le ressenti (si c'est agréable) et l'aspect visuel (si c'est beau) permettent de porter un jugement.
Cela dit, en West Coast Swing, comme dans toutes les autres danses, il y a plusieurs mouvements de base qui sont caractéristiques de la danse :
- La connexion

La connexion est le terme désignant l'attitude à avoir pour transmettre ou recevoir toutes les informations de guidage. En West Coast Swing, la connexion s'effectue en général avec la main gauche du cavalier tenant la main droite de la cavalière. En s’écartant, en reculant l’un par rapport à l’autre, le couple crée une légère tension. Le bras est complètement relâché, avec une légère résistance pour contrer la tension (tout en conservant le cadre, ici en particulier, le verrouillage de l'épaule). Cette tension peut aussi se transformer en compression, notamment pour amorcer des tours. N'importe quelle partie du corps est sujette à une connexion (hanches, bras…). Cependant, de tels cas sont peu fréquents.
Le follower a un grand rôle à jouer dans le « maintien » de la connexion. En particulier sur les derniers temps d’une variation, il ou elle doit gérer la distance avec son cavalier, notamment lors du pas d’ancrage (anchor step).
- Le cadre

Notion très importante en danse swing, le cadre correspond à l'ensemble formé par le buste et les bras. Les cadres des deux danseurs doivent être fixes, tout mouvement parasite (d'un bras qui se rapproche du corps, d'une ondulation quelconque) empêche le guidage donné par la main de se transmettre aux jambes. Cela se traduit par une très grande difficulté pour la cavalière à suivre le guidage de son partenaire. Une autre conséquence est que le guidage par le corps (tout le cadre participe d'un bloc au guidage) est beaucoup plus agréable et efficace qu'un guidage avec les bras (le bras se désolidarise du cadre).
- Le guidage

Le guidage en West Coast Swing est "ponctuel". Exemple : si le danseur veut faire avancer sa cavalière, une petite traction (ponctuelle) va la faire démarrer et, tant que le cavalier n'aura fait de mouvement pour l'arrêter, elle continuera à avancer. Ceci est valable pour les tours et n'importe quelle variation. Ce guidage est à opposer au guidage continu où la personne qui suit (follower) s'arrête dès que la personne qui guide (leader) relâche son mouvement de traction. Attention, cette traction est une indication (une invitation à danser pourrait-on dire) : en aucun cas la partenaire doit se "laisser tirer", c'est à elle de faire l'effort d'aller vers l'avant. Une image illustre ce principe : si j'ouvre une porte devant vous, vous allez entrer de vous-même, je n'ai pas besoin de vous tirer ! Les notions d'"équilibre" et d'"Anchor step" sont complémentaires de ce point.
- Le "Stretch"

Notion capitale en West Coast Swing, c'est la connexion élastique entre les deux danseurs qui s'effectue en général sur le "et 1" de la musique. Un bon stretch est à la fois souple pour être agréable et ferme pour être compris par la danseuse. Le stretch participe grandement au côté "classe" de la danse. Le stretch est un élément crucial de cette danse, permettant à un danseur d'évaluer en un clin d'œil la technique de son partenaire.
- Le "Slot" ou la "ligne de danse"

Le slot est la ligne de danse théorique du follower, c'est-à-dire une ligne virtuelle sur laquelle la cavalière va se déplacer pendant toute la danse. Le leader demande à son ou sa partenaire d'avancer sur sa ligne de danse uniquement sur le début de la variation. Tant que le follower n'a pas reçu le signal d'arrêter, il ou elle continuera sa trajectoire linéaire sur son slot. En général, les informations arrêter puis avancer sont consécutives et exécutées pendant l'Anchor step (avec un strech).
- Le Pas de Base:
  - Le pas de base en 6 temps : C'est le pas de base classique "1.step 2.step, 3.triple-4.step, 5.triple-6.step", le dernier triple-step étant le fameux "Anchor step". C'est le premier pas de base qu'on apprend : il permet d'exécuter la plupart des variations en 6 temps (push-break, under arm, etc.)
  - Le pas de base en 8 temps : C'est le pas de base utilisé pour toutes les variations à base de whip. Son rythme est "1.step 2.step, 3.triple-4.step, 5.step 6.step, 7.triple-8.step". Ici également, le dernier triple step sera un "Anchor step"
- Les Pas : Les pas usuels ont tous un nom et correspondent à une action précise :
  - L'"Anchor step" (le pas d'ancrage) : Pas capital en west coast swing et principale difficulté à maîtriser pour les débutants. C'est l'équivalent du "arrière avant" (5-et-6) en rock, avec le strech en plus (et qui fait toute la différence). Le Anchor step est à la fois la fin de la passe précédente, où le follower va chercher à aller jusqu'au bout du "slot", et le début de la variation qui va suivre, avec un guidage du leader qui va faire avancer son ou sa partenaire sur le "1" du bas de base. Nota : le guidage se fait en général main gauche du leader tenant la main droite du follower, même si toutes les combinaisons sont possibles en fonction des variations qui suivent.
  - Le "Step-step" (marche-marche) : il consiste à poser le pied droit puis le pied gauche (ou l'inverse). Lorsque ce pas se fait en avançant, le talon est posé en premier. La notion de step-step décrit uniquement le comportement des pieds, sans aucune connotation sur le guidage, le sens de marche ou la position des danseurs.
  - Le "Triple-step" (pas chassé) : ce terme se réfère uniquement aux pieds, comme le "step-step". On peut remarquer que souvent, sur certaines variations, le fait de croiser les pieds sur un triple-step permet de souligner l'harmonie des danseurs avec la musique.
  - Le "Starter step" : C'est le pas qui permet, à partir d'une "closed position" de créer un strech pour initier une ouverture (ex : left side). Le starter step est constitué d'un pas chassé vers la gauche (vu du danseur), suivi d'un pas chassé vers la droite où l'on va créer le strech. Comme une danse commence généralement en "closed position", le starter step est souvent le premier pas exécuté sur une musique (d'où son nom).
  - le "Rock'n'go" : C'est un guidage qui utilise pleinement le stretch entre les danseurs. Le cavalier va se servir de la tension élastique créée sur le temps 6 pour amener directement la danseuse en avant sur son triple pas. Dans les faits, la connexion et le stretch du temps 6 éludent l'anchor step et supprime le step-step de la variation suivante : les danseurs se retrouvent directement sur le 2 de la variation suivante (d'où le comptage qui est souvent "5 et 2"). Note : ce guidage s'effectue sur des followers assez expérimentés, afin d'éviter de perturber le pas de base des débutants.
  - le "Rolling Count" : Le rolling count est l'art de faire ses pas hors des temps de la musique… tout en restant en musique. Il contribue à donner de la souplesse et du dynamisme à la danse en dansant sur un rythme ternaire.
- Les variations de base:
  - le "Under arm" : Passage simple du follower à droite du leader… sous le bras. Le leader se décale sur sa gauche pour que le follower puisse rester sur son slot.
  - le "Push-break" ou Sugar-push : Amorcé comme un "under arm", le leader reste sur le slot du follower. Il lui présente alors sa main droite en opposition pour que le follower s'appuie dessus et recule. Si le leader oublie de mettre sa main, le follower doit prendre l'initiative et s'appuyer sur le leader pour soit le contourner ou pour le repousser : c'est un exemple où le follower prend en main le guidage. Nota : la différence entre le "push-break" et le "sugar-push" se fait sur les temps 3 & 4 de la variation : le push-break fait un "touche-pose" alors que le sugar-push fait un "triple step".
  - le "Left side" (passage à gauche) : similaire au "under arm", le leader se décale sur sa droite (de profil) pour laisser passer son ou sa partenaire sur sa gauche, sans le/la faire passer sous le bras.
  - la "Closed position" (position fermée) : C'est la position fermée "classique" où le follower se retrouve dans le bras droit du danseur.
  - le "Whip" : C'est une variation effectuée en 8 temps où sur les 4 premier temps le follower passe à droite du leader et fait demi tour sur lui-même pour se retrouver dans le bras droit du leader, face-à-face, dans un mouvement de stretch. Ce dernier renvoie ensuite son ou sa partenaire, en le/la faisant passer à nouveau sur sa droite (le follower a donc fait le tour du leader, avec un stretch au milieu).
- la "préparation" ("prep")

La préparation est un guidage spécifique à toutes les variations qui vont demander une rotation du follower. Ce guidage particulier se fait sur 2. La préparation consiste souvent à ouvrir le follower en sens inverse du sens de rotation prévu. Cette préparation permet de garder la connexion, de positionner très précisément le follower (et ses bras) ainsi que de générer une énergie circulaire. Naturellement le follower enclenchera une rotation sur le temps 3. Cette précision due à la préparation permet des guidages subtils et très techniques. Note : certains danseurs d'un niveau assez élevé incluent en même temps une légère torsion du poignet très subtile à effectuer (plus précis, doux et agréable pour le follower). Attention : si cette très légère torsion, bien effectuée, est très agréable pour la partenaire, elle est surtout un effet de style. Une erreur dans ce mouvement de torsion est instantanément au mieux douloureux, au pire dangereux.
- Le "Freeze"

C'est un arrêt brutal de la variation en cours d'exécution. Le freeze peut être guidé ou exécuté en solo, que ce soit par le leader ou le follower, le but étant de "marquer les breaks" de la musique (arrêts nets de la musique pendant quelque temps).
- Les tours. Le West Coast Swing est une danse faisant la part belle aux tours. Les tours appartiennent à 2 familles:
  - Le tour "déboulé" : Le tour déboulé est issu du déboulé (déplacement linéaire du danseur avec 1/2 rotation à chaque pas) mais effectué sur place, les pieds sont quasiment joints et posés sur la ligne droite reliant les deux danseurs.
  - Le tour "pivot" : Le tour est exécuté comme son nom l'indique en pivot sur un seul pied.

Tout tour s'accompagne du "spotting", terme consacré à l'aspect figé de la tête qui commence sa rotation au dernier moment (dissociation du buste) pour arriver avant le corps. Le yeux peuvent alors fixer constamment le même point, améliorant l'aspect visuel du tour, l'équilibre et diminuant la sensation de la tête qui tourne.
- L'équilibre

C'est un concept très important pour le West Coast Swing car il permet de donner de la fluidité et de la complexité à cette danse. Le principe est très simple : tout déséquilibre est à éviter (ou à minimiser tant que possible dans le cadre de tombés). En effet, une position en déséquilibre implique de se « raccrocher à son partenaire » ainsi que, dans le cas du follower, d'une impossibilité de suivre à ce moment-là un guidage. Finalement, on a la sensation d'un(e) partenaire dur(e), ce qui est à éviter.

## L'interprétation
L'interprétation désigne toute action volontaire et visible des danseurs pour traduire la musique sous forme de danse. L'interprétation peut être guidée (freeze, ralentissements, accélérations…), ou "transparente" pour l'autre partenaire (jeux de jambes, mouvements du bras libre…).
En West Coast Swing, l'interprétation est très ancrée dans l'esprit de la danse. Interpréter ne signifie pas "faire n'importe quoi", il existe en effet plusieurs techniques pour interpréter la musique :
- L'interprétation non guidée : C'est une interprétation que fait un des danseurs selon sa propre écoute musicale. Que ce soient des jeux de bras, de corps ou de jambes, il ne doit y avoir aucune perturbation sur la connexion avec son partenaire ainsi que sur le guidage.
- L'interprétation guidée : Elle concerne le cavalier. Le but est de guider une interprétation simple à sa partenaire (slide, twist, etc.) en utilisant la connexion. Le guidage d'une interprétation ne peut se faire que lorsque le guidage est "propre", c'est-à-dire sans parasite (battre la mesure, hésitations, positionnement grossier de la main). L'interprétation guidée, de par sa finesse est souvent abordée après quelques années de danse.
- L'invitation franche : L'invitation franche est une passe simple (souvent un left side ou un push-break) effectuée très clairement par le cavalier, avec un guidage extrêmement léger et en ayant pour but de signifier à sa partenaire qu'il se tient prêt à ce qu'elle fasse une interprétation personnelle assez complexe. Ces éléments réunis, la partenaire "sait" que le cavalier ne va rien faire de compliqué, elle peut alors librement faire une interprétation mêlant jeux de jambes, de corps… voire en réajustant la position de la main du garçon ou en recherchant une connexion particulière. Le cavalier ayant indiqué dès le début qu'il était à l'écoute ne sera donc pas perturbé (et rien ne l'empêche également d'en profiter pour caser une légère interprétation non guidée). À partir d'un certain niveau, les bonnes cavalières recherchent beaucoup ce guidage qui leur laisse la possibilité de s'exprimer, contrairement à d'autres danses de société où la fille ne fait que "suivre" son partenaire.
- L'invitation généralisée : C'est tout simplement l'extension de l'invitation franche à toutes les passes de la danse. Le cavalier se met alors à l'écoute permanente de sa partenaire, avec un guidage souple et très clair. Arrivé à ce niveau, le but de la danse n'est plus d'enchaîner des passes plus compliquées les unes que les autres, mais de créer un véritable dialogue au sein du couple. Lorsque deux très bons danseurs se rencontrent, cette communication crée alors une alchimie donnant l'effet d'une symbiose parfaite.

## Les compétitions
(extrait du règlement de l'US Open : (en) Règlement)
Les compétitions regroupent des milliers de personnes, sur des musiques de 2 à 3 minutes. L'affluence jointe à la participation forfaitaire à la compétition fait que ces dernières sont dotées d'un prize-money récompensant les meilleurs danseurs.
L'évènement majeur annuel est l'US Open. Organisé par la National Association of Swing Dance Events (NASDE), il sera pris comme référence pour les informations de ce chapitre.
Certains festivals peuvent des compétitions Jack'n'Jill thématiques "non-ranking" juste pour le fun (cross-over entre différentes danses, avec déguisements, 

### Organisation
Le West Coast Swing est gérée au niveau international par le World Swing Dance Council (WSDC, une fédération indépendante), et au niveau compétition, les instances internationales de référence sont :
- Le WSDC : Gère l'organisation de tout événement Swing de stature internationale aux États-Unis (Lindy-Hop, Carolina Shag, West Coast Swing, etc.). Ce conseil gère également les compétitions de Jack and Jill en West coast Swing.
- La NASDE[8] : Gère l'organisation de compétitions West Coast Swing sur le plan international pour les catégories Strictly, Classic & Showcase. La NASDE organise aussi l'US Open.

Pour ce qui est de la France, la Fédération française de danse (FFD) Organisait des compétitions de West Coast Swing avec un championnat de france (sous les mêmes formats que la WSDC). Il est à noter que l'indépendance de la WSDC et de la NASDE ne permet pas à la FFD de reconnaître les résultats de leurs compétition (notamment pour les critères de jugement).
De manière générale, les compétitions sont organisées dans le cadre d'"événements", intégrant des ateliers (souvent thématiques) animés par les meilleurs mondiaux, des démonstrations et des soirées. Ces événements se déroulent essentiellement le week-end dans de grands hôtels (avec souvent des remises intéressantes sur le prix de chambres). Parmi ces événements, on peut lister (liste non exhaustive):
- Aux États-Unis:
  - L'US Open: c'est l'événement de l'année.
  - Swing Diego (San Diego)
  - Chicago Classic (Chicago)
  - MadJam (Mid Atlantic Dance Jam)
  - Boogie by the Bay
  - Summer Hummer
  - Reno Dance Sensation
  - mais aussi LAPD (Los Angeles Premier Dance Classic), Capital Swing…
- En Europe :
  - FOWCS (French Open of West Coast Swing) (FR) : La première édition de cet Open de France s'est déroulée à Paris en mai 2010. Cet événement est organisé par une école de danse basée sur Paris (Diabolodanse, anciennement Diabolorock).
  - WEST IN LYON : organisé par le collectif WIL, le West In Lyon est un festival qui a gagné ses lettres de noblesse en France et en Europe.
  - Sea, Sun & Swing (FR): Organisé à La Grande Motte (à cheval juillet août)
  - World Swing Masters (UK)
  - Detonation (UK, Manchester)
  - New Year Swing Fling (UK, London)
  - Budafest (Hongrie)
  - Nordic WCS ChampionShip (Suède, Stockholm)
  - Kiwifest (Ukraine, Kiev)

Il est assez courant de trouver des compétitions non officielles (dans le sens où elles ne rapportent pas de points) de type Jack and Jill en marge des stages ou autres événements ayant lieu à travers le pays.

### Règles de bases

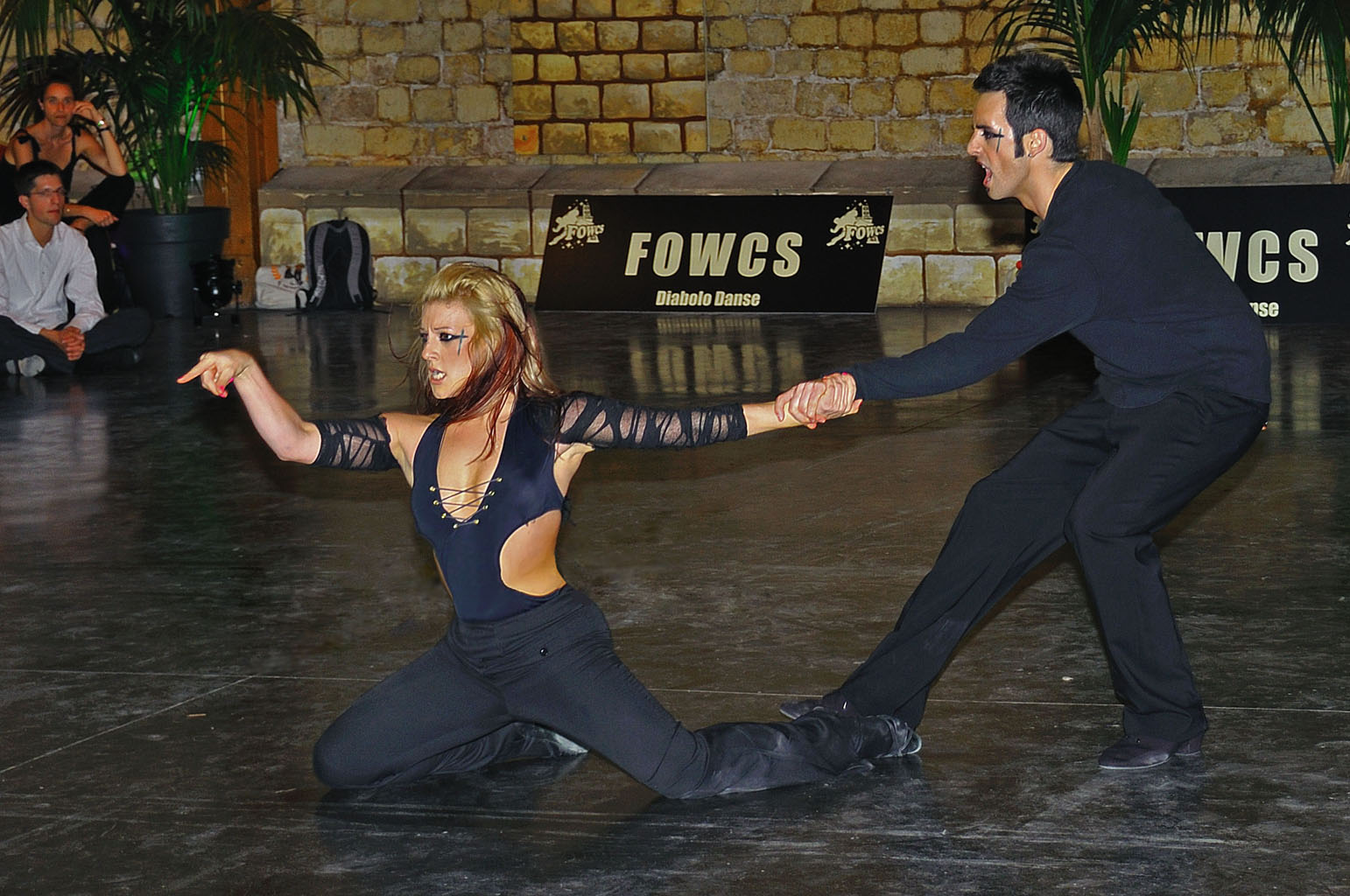
Jordan Frisbee & Tatiana Mollmann sur leur chorégraphie "Uprising" (Muse) au FOWCS 2010

Le terme "Swing" désigne en compétition (acception spécifique) :
- Des variations de 6 ou 8 temps (quel que soit le rythme et les passes utilisées)
- Un rajout de structures sur 2 ou 4 temps sont tolérées pour coller à la musique (accents, phrasé, etc.)

D'autres contraintes sont aussi prises en compte :
- Limitations d'âges,
- Conditions spécifiques pour concourir dans plusieurs catégories.

Critères de jugements : (voir chapitre "Jugement")
- Musicalité (notamment la rythmique),
- La communication,
- La technique,
- La Chorégraphie,
- L'aspect global.

Pénalités :
- Erreur : Les règles ont été enfreintes légèrement, souvent non intentionnellement (ex : perte de contact au moment d'un guidage). Dans ce cas, chaque juge révise sa note en son âme et conscience.
- Violation de règlement : Contrevenance au règlement, manifestement délibérée (manque de respect, obscénités, non-respect d'un règlement, etc.) . Ce cas sérieux entraine souvent la disqualification. Nota : dans le cas d'une disqualification en finale (par exemple), il n'est pas possible de recevoir de rétribution même en étant dans les "places payées". Exemples de violations du règlement :
  - Mettre du talc (ou autre substance) sur le sol
  - Chorégraphier son passage en "Strictly Swing"
  - La quantité de "swing" dans le passage n'est pas suffisante
  - Tenue inappropriée (exemple : déguisements)
  - Dépassement du timing imparti pour une chorégraphie
  - Mouvement dangereux
  - Porté dans un passage en "Classic Swing"
  - etc.

Costumes :
- Les jeans sont déconseillés. Les vêtements brouillons (ex : déchirés, mal cousus) ne sont également pas appropriés (points de pénalité).
- Les déguisements sont interdits
- Les tenues de spectacle sont :
  - interdites en "Stricly swing" ou en "Jack'n Jill"
  - obligatoires pour les autres catégories de compétitions
- De toute manière, la qualité de l'habillement sera appréciée (voire récompensée par un prix spécial)
- Les accessoires ne sont pas acceptés (sauf pour le cabaret, avec une autorisation préalable). Les chapeaux ne sont pas considérés comme accessoire s'ils ne bougent pas de la tête de part en part du passage)

La durée d'un passage doit être comprise entre 2 et 3 minutes (exceptions pour les "Teams" et "Cabaret").

### Catégories
- Proam (Pro-amateur) : Jack'n Jill où chaque couple en compétition est formé d'un professionnel et d'un amateur. Un Professionnel pouvant danser avec un ou plusieurs amateurs.
- Jack'n'Jill : Improvisation totale. Les danseurs s'inscrivent mais n'apprennent l'identité de leur partenaire que peu de temps avant leur passage. S'il y a plusieurs passages, les danseurs changent de partenaires à chaque fois. La musique est non connue à l'avance. Les portés sont interdits, et les tombés autorisés (dans la mesure du raisonnable).
- Strictly swing : Improvisation avec son partenaire, sans portés ou acrobaties. Le "Strictly Swing" est un terme générique et peut se décliner en : "Strictly West Coast Swing", "Strictly Lindy Hop", "Strictly Shag" et "Strictly Hand Dance".
- Classic swing : Passage chorégraphié avec son partenaire, sans portés ou acrobaties.
- Showcase : Passage chorégraphié avec son partenaire, avec portés et/ou acrobaties.
- Team : Compétitions avec plusieurs couples effectuant une chorégraphie avec souvent un nombre de couples minimum (ex: 4 couples).
- Cabaret : Compétition libre n'entrant pas dans le "Swing", en solo ou à plusieurs, avec obligatoirement un "élément Cabaret" : une mise en scène, des accessoires, un thème, etc. Le but du cabaret est d'ouvrir les spectateurs orientés swing sur d'autres styles de danse, ainsi que de varier un peu les types de danse présents dans une soirée.
- Challenge : Compétition "inter-danse" entre deux ou plusieurs styles différents (West coast, lindy hop, Hand-Dance, Shag…). Compétition bon-enfant qui permet de comparer les meilleurs danseurs des catégories "Strictly" sur des styles de swing différents. Il n'est pas rare de voir les danseurs partir dans des délires plus ou moins fous et s'amuser entre eux !

### Niveaux de danse
Les compétitions de west coast sont divisées en plusieurs niveaux WSDC :
- New comer (premier débutant) : Premier niveau de compétition accessible à toutes personnes non enregistré au registre des points tenue par le World Swing Dance Council.  Il permet aux débutant de concourir sans avoir forcément une maîtrise totale de la danse. Théoriquement, elle permet d'éviter une comparaison directe entre les danseurs occasionnels et les danseurs passionnés qui devraient aller directement en "Novice". Dans tous les cas, il est interdit à tout danseur ayant au moins un point (toute catégorie comprises) de concourir dans cette catégorie. A noter, qu'elle n'est pas proposée dans tous les événements officiels.
- Novice : Accessible à tous danseur ayant moins de 30 points "Novice", au-delà le danseur doit concourir en "Intermediate".
- Intermediate (Intermédiaire) : Accessible avec à partir de 16 points en compétition "Novice". Au-delà de 45 points "Intermediate" le danseur doit concourir en "Advanced".
- Advanced (Avancé) : Accessible avec à partir de 30 points en compétition "Intermediate". Au-delà de 90 points "Advanced" le danseur doit concourir en "All Star".
- All Star : Accessible avec à partir de 60 points en compétition "Advanced". Au-delà de 225 points "All Star" le danseur doit concourir en "Champions".
- Champions : Accessible avec à partir de 150 points en compétition "All Star" ou 1 point en "Champions". Au-delà de 225 points "All Star" ou 10 points en "Champions" le danseur est obligé de concourir en "Champions".

Des divisions interviennent aussi selon la tranche d'âge. Ces divisions n'ont pas de niveau :
- Junior : moins de 18 ans
- Sofisticated Division : plus de 35/40 ans selon l'évènement.
- Masters Division : plus de 50 ans

La dernière version des définitions des niveaux est accessible sur le site internet du World Swing Dance Council.

### Jugement

#### Généralités
Au cours des dernières années le jugement des compétitions s'est standardisé selon les règles citées par le WSDC.
Actuellement, il y a en West Coast Swing un courant de jugement sur le critère des "3T"
- Timing (respect du rythme de la musique)
- Technique ("Propreté" du cadre, des postures, du guidage et des mouvements de base)
- Team Work (Travail d'équipe = Communication entre les partenaires, jouer ensemble)*

Timing, Technique & Team Work sont vérifiés dans cet ordre, c'est-à-dire qu'un couple ayant un mauvais timing sera plus pénalisé qu'un couple ayant un faible "Team Work".
Le jugement est également (légèrement) modulé selon les niveaux : Les juges attendent surtout une base propre en "Novice", une écoute musicale et du partenaire en "Intermediate" et du show en Advanced.
Le jugement se passe de deux manières distinctes entre les tours préliminaires (incluant les 1/2 finales) et la finale. Il est effectué par un minimum de 5 juges (optimalement 7 à 8), dont un "Chef Juge".

#### Tours Préliminaires
- les compétiteurs sont évalués en couple ou individuellement (Jack'n'Jill) par tous les juges
- L'évaluation s'effectue par une note sur 3 attribuée par chaque juge :
  - 1: Qualifié pour le tour suivant
  - 2: Indécis
  - 3: Non Qualifié
- les scores de tous les juges, sauf celui du Chef Juge, sont ensuite sommés. Un classement est effectué (moins on a de point mieux on est classé)
- Le Chef Juge définit un Cut-off (coupure) en fonction du niveau des danseurs, du nombre de place dans le tour supérieurs, etc.
- S'il y a des ex aequo; alors la note du Chef Juge est prise en compte pour faciliter le classement.

#### Finale
- Le principe global est identique aux tours préliminaires, sauf que les juges attribuent une place aux finalistes (toujours jugés par couple).
- Le classement est effectué en plusieurs temps, en comptant le nombre de juges (excepté le chef juge) ayant classé le couple à une place donnée.
  - Pour chaque couple, on compte le nombre de juges leur ayant attribué la première place,
  - En cas d’égalité, on compte le nombre de juges leur ayant attribué la 2e place,
  - En cas d'égalité, on continue ainsi de suite jusqu'à la dernière place.
- Si y a encore des égalités, alors seulement la note du Chef Juge est prise en compte pour les danseurs concernées.

## Pratique du West Coast Swing
Le West Coast Swing se pratique essentiellement :
- en soirées dansantes (bals).
- en stages, souvent sur un week-end avec souvent une ou deux soirées dansantes.
- en festivals (events) pour les compétitions. Contrairement aux compétitions de la FFD qui sont sur une journée et n'ont pas de stage ou de soirée, les compétitions de West Coast Swing interviennent toujours dans le cadre de festivals.

Comme pour toutes les danses swing, les cours collectifs (annuels ou dans le cadre de stages) sont :
- en accès libres : les garçons et les filles peuvent s'inscrire séparément en leader ou follower (si la différence est supérieure à 10% entre leaders et followers, les profils en surnombre sont mises sur liste d'attente)
- non genrés : le statut leader ou follower est indépendant du sexe
- séparés en niveaux (définis soit en fonction du nombre d'années de cours pris dans l'école, soit en fonction de la maîtrise de certains concepts, soit en fonction du classement WSDC du danseur)

### Le West Coast Swing en France
Le West Coast Swing est arrivé en France au début des années 2000. Auparavant, il était surtout dansé dans les compétitions de Line Dance / Country. Il s'est d'abord implanté en région parisienne avant de gagner progressivement le sud de la France Montpellier puis Lyon, Toulouse (vers 2007) et a finalement conquis l'ensemble des métropoles françaises début 2010. Actuellement, le West Coast Swing peut se danser pratiquement partout en France. Les stages (évènements sur un week-end ou une semaine avec des professeurs reconnus) sont nombreux, au rythme de un par mois en moyenne dans l'hexagone. Les villes les plus dynamiques proposent une voire plusieurs soirées par semaine ; ce qui est un plus non négligeable pour progresser et s'amuser. Le West Coast Swing est toujours en plein essor, de nouvelles écoles se mettent à l'enseigner chaque année et le niveau des français ne cesse de s'améliorer lors de compétitions internationales.

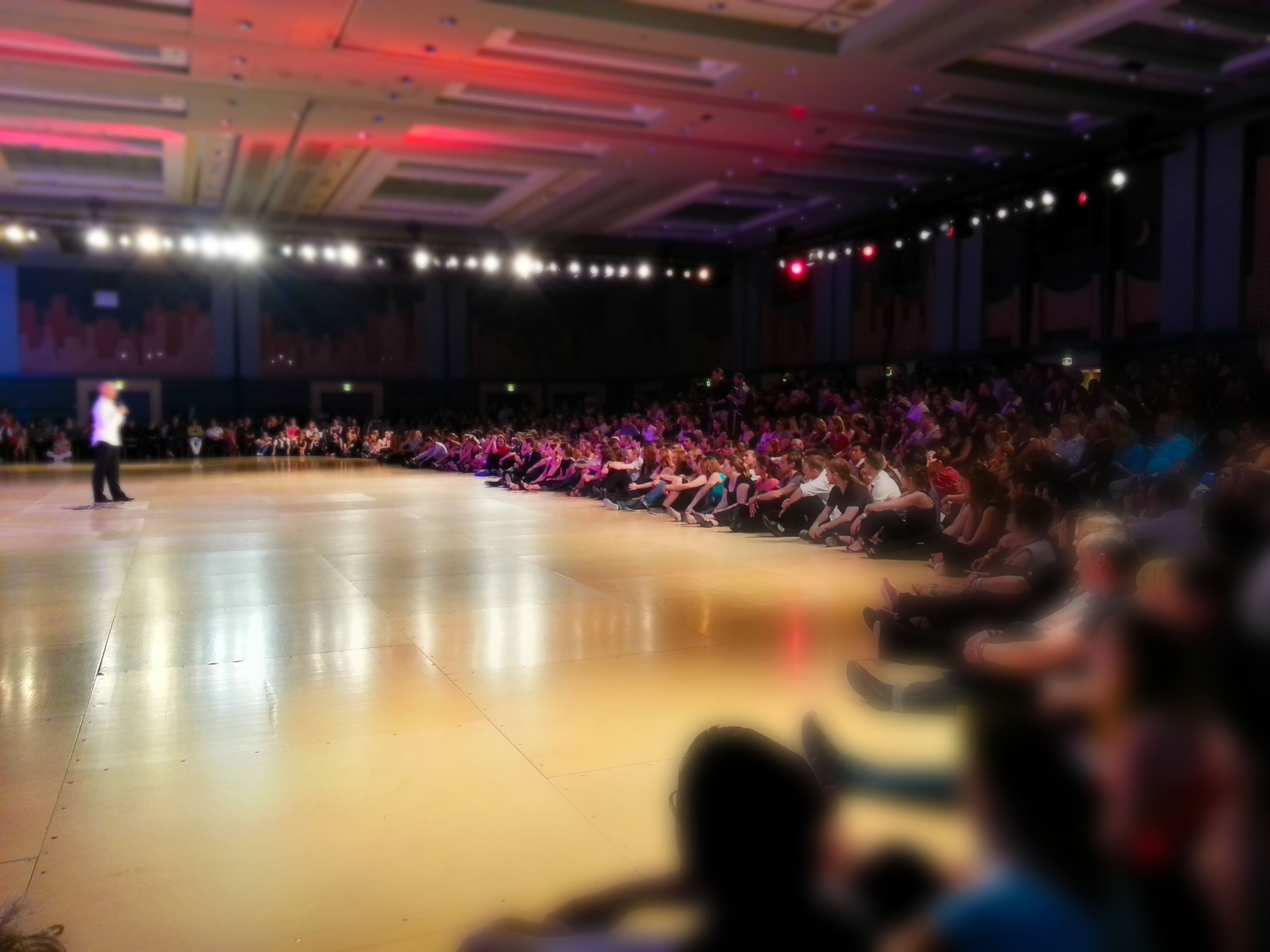
Public (danseurs) prêt à regarder les shows au FOWCS 2014 à Eurodisney

## Controverses
L'aspect Swing du West Coast Swing peut parfois prêter à controverse notamment par l'absence de "bounce" ou la faible proportion des musiques typées "swing" dans les musiques diffusées en soirées. Le côté swing du West Coast Swing reste malgré tout très présent, et à plusieurs niveaux :
- Sur le plan historique, le West coast swing est directement rattaché au Lindy-Hop (danse swing de référence). Il n'est pas non plus issu d'un autre courant de la danse (danse classique, quadrille, danse sportive/de salon, danses latines, hip-hop)
- Sur le plan culturel, on retrouve dans le WCS des notions essentielles de l'esprit "swing" :
  - Esprit de fraternité, pas de ségrégation de niveau, de jugement, dans les bals. Il est fréquent qu'un débutant danse avec un champion du monde.
  - Esprit social, via l'orientation de l'enseignement essentiellement axée sur la danse sociale (et non pas la compétition)
  - Esprit libre, le WCS est faiblement codifiée, pour laisser place à l'improvisation voire amener les organisateurs d'événements à privilégier certains domaines du jugement dans les compétitions (l'interaction avec les partenaires, le côté show, la précision technique etc.)
- Sur le plan musical, les musiques WCS sont signées en 4/4 (métrique de la mesure) qui intègre par définition un "swing" (alternance de temps forts et faibles). La musique "pop" actuelle est aussi en 4/4 et historiquement issue du Rythm'n'Blues (R'n'B) lui-même directement lié au Blues, là aussi on est dans l'héritage du swing.
- Sur le plan de la danse, le WCS a gardé beaucoup de jeux de jambes swing, et se prête aussi à l'intégration de mouvements "signatures" issus de la culture swing.

Il y a cependant deux éléments qui peuvent laisser à penser que le swing n'est plus aussi présent dans le West Coast Swing d'aujourd'hui :
- Le fait que les musiques actuelles soient surtout binaires, or les musiques ternaires sont celles qui ont permis l'émergence du WCS.
- Le "bounce" caractéristique des danses swing a disparu en WCS (remplacé par le stretch, qui peut être vu comme un "bounce horizontal")

Un autre sujet récurrent est la terme même de West Coast Swing qui hors des États-Unis est très peu porteur commercialement. C'est pourquoi le terme de "Modern Swing" a émergé. Notamment porté par Benji Schwimmer (en) multiple champion du monde de WCS, il reste à ce jour d'utilisation très minoritaire.